# 苏州工艺美术职业技术学院
苏州工艺美术职业技术学院（英語：Suzhou Art&Design Technology Institute），简称苏州工艺美院。位于江苏省苏州市，是一所省属公办专科高等院校。

## 历史
学校由苏工艺美校与苏轻工大学合并而成。
在校生5000多人，校园用地大约600亩，校园建筑外部粉墙黛瓦，内部现代化，硬件设施良好。
有6系：环艺、工设、装艺、视觉、服装、数艺，3部：社科、外语和体育部。
- 1922年，苏州美术学校（颜文樑先生，朱士杰先生和胡粹中先生共同创办）。
- 1932年，苏州美术专科学校
- 1958年，苏州工艺美术专科学校

## 校训
充实光辉
1981年颜文樑先生重访“苏州工艺美校”，手书“充实光辉”藏于学院。